# コザニ県

コザニ県
Περιφερειακή ενότητα Κοζάνης

コザニ県（コザニけん、Περιφερειακή ενότητα Κοζάνης）は、ギリシャ共和国の西マケドニア地方を構成する行政区（ペリフェリアキ・エノティタ）のひとつ。県都はコザニ（Κοζάνη / Kozani）。

## 地理
コザニ県の西と北西はカストリア県に、北はフロリナ県に、北東はペラ県に、東はイマシア県およびピエリア県に、南東はラリサ県に、南はグレヴェナ県にそれぞれ接している。
コザニ県には、県北部から、アリャクモナス川やポリフィトス湖にかけて小さな谷が広がっている。また、県の東部と西部は特に山が連なっていて、西部にはアスキオ山脈、北東部にはヴェルミオ山脈、南西部にはヴィオ山脈が走っている。県北部は鉱山地帯となっている。
2021年に隣接するグレヴェナ県と共にユネスコ世界ジオパークに指定される。

### 気候
コザニ県の気候は、大陸性気候から高山気候まで幅広く分布する。コザニ市では夏は暑く、冬はテッサロニキより寒冷である。また、高地部および東部と西部では、雪が降る厳しい冬となり、南部や海岸部よりは雨の日が多い。夏の気温は25℃～30℃前後である。

## 歴史

### 近代まで
古代のコザニ県の地域は、複数の王国があった。それらがマケドニア王国に併合された後、第3次マケドニア戦争で、共和政ローマの支配下に入った。ローマ帝国の東西分裂後は、この地域は東ローマ帝国の統治領となり、14世紀から15世紀にオスマン帝国に併合された。1913年のバルカン戦争でギリシャ王国の統治下に入った。その後コザニ県が作られたが、当時は現在のフロリナ県、グレヴェナ県、カストリア県の領域も含むものだった。

### 近代・現代
1919年から1922年まで続いた希土戦争が終結し、その後行われた住民交換で、コザニや付近の集落に住むトルコ人がトルコに送られ、代わってその地に小アジアやポントス地方からの避難民が居住した。第二次世界大戦とギリシャ内戦では、街の建物が破壊されたが、戦後にはほとんどが修繕された。また、空港や病院も開かれた。
1996年の地震では、コザニ県の一部が被害を受けた。また、1998年から2006年にかけて、エグナティア高速道路が建設され、トンネルも敷設された。
また、2008年2月にも小規模な地震が発生し、コザニ市街の一部が被害を受けた。

## 経済
コザニ県は歴史の中で繁栄してきた地域である。かつてのコザニはバルカン半島に大きな商業圏を持ち、その商業活動はドナウ川にまで及んでいた。現在でもコザニ県はギリシャ有数の商業が繁栄した地域であるが、昔とは理由が異なり、コザニ県内での鉱業がさかんであるからである。コザニ県内では、発電用の燃料となる褐炭や、化学肥料に利用される硝石塩、クロムなどが産出される。また、アスベストの鉱脈もあり、現在は閉鎖されているが、1990年代中頃まで使用されていた。
コザニ県には水力発電用のダムが敷設された人工湖のポリフィトス湖があり、ギリシャ国内の電力をまかなっている。しかし、この地域は短期間で産業面で急成長を遂げたために、環境保護主義者からは問題視されている。

## 行政区画

コザニ県

### 市（ディモス）
コザニ県は、以下の自治体（ディモス、市）から構成される。面積の単位はkm²、人口は2001年国勢調査時点。
|   | 自治体名                     | 綴り             | 政庁所在地             | 面積    | 人口   |
| - | ---------------------------- | ---------------- | ---------------------- | ------- | ------ |
| 1 | コザニ                       | Κοζάνη           | コザニ (el)            | 1,072.3 | 68,680 |
| 2 | セルヴィア＝ヴェルヴェンドス | Σέρβια-Βελβεντός | セルヴィア (en)        | 732.2   | 17,657 |
| 3 | ヴィオ                       | Βόιο             | アルゴス・オレスティコ | 1,021.0 | 22,447 |
| 4 | エオルデア                   | Εορδαία          | プトレマイダ           | 707.9   | 46,540 |

### 旧自治体（ディモティキ・エノティタ）

コザニ県の旧自治体（1999年 - 2010年）

カリクラティス改革（2011年1月施行）以前の広域自治体（ノモス）としてのコザニ県（Νομός Κοζάνης）は、以下の基礎自治体（ディモス）から構成されていた。改革後、旧自治体は新自治体（ディモス）を構成する行政区（ディモティキ・エノティタ）となっている。
下表の番号は右図と対応している。「旧自治体」欄で※印を付したものはキノティタ、それ以外はディモス。「政庁所在地」欄で太字になっているものは、新自治体の政庁所在地となったものを示す。
|    | 旧自治体                         | 綴り                | 政庁所在地                 | 新自治体                     |
| -- | -------------------------------- | ------------------- | -------------------------- | ---------------------------- |
| 1  | コザニ                           | Κοζάνη              | コザニ                     | コザニ                       |
| 2  | アヤ・パラスケヴィ               | Αγία Παρασκευή      | アイオス・フリストフォロス | エオルデア                   |
| 3  | エアニ                           | Αιανή               | エアニ                     | コザニ                       |
| 4  | アスキオ                         | Άσκιο               | カロネリ                   | ヴィオ                       |
| 5  | ヴェルヴェンドス                 | Βελβεντός           | ヴェルヴェンドス           | セルヴィア＝ヴェルヴェンドス |
| 6  | ヴェルミオ                       | Βέρμιο              | コムニナ                   | エオルデア                   |
| 7  | ディミトリオス・イプシランディス | Δημήτριος Υψηλάντης | マヴロデンドリ             | コザニ                       |
| 8  | エリミア                         | Ελιμεία             | クロコス                   | コザニ                       |
| 9  | エリスポンドス                   | Ελλήσποντος         | キラダ                     | コザニ                       |
| 10 | カンヴニア                       | Καμβούνια           | トラノヴァルト             | セルヴィア＝ヴェルヴェンドス |
| 11 | ムリキ                           | Μουρίκι             | エンボリオ                 | エオルデア                   |
| 12 | ネアポリ                         | Νεάπολη             | ネアポリ                   | ヴィオ                       |
| 13 | プトレマイダ                     | Πτολεμαΐδα          | プトレマイダ               | エオルデア                   |
| 14 | セルヴィア                       | Σέρβια              | セルヴィア                 | セルヴィア＝ヴェルヴェンドス |
| 15 | シアティスタ                     | Σιάτιστα            | シアティスタ               | ヴィオ                       |
| 16 | ツォティリ                       | Τσοτύλι             | ツォティリ                 | ヴィオ                       |
| 17 | ヴラスティ ※                     | Βλάστη              | ヴラスティ                 | エオルデア                   |
| 18 | リヴァデロ ※                     | Λιβαδερό            | リヴァデロ                 | セルヴィア＝ヴェルヴェンドス |
| 19 | ペンダロフォス ※                 | Πεντάλοφος          | ペンダロフォス             | ヴィオ                       |

## 交通

### 道路
- 国道3号線
- 国道15号線
- 国道20号線
- エグナティア高速道路

### 空港
- コザニ国際空港「フィリッポス」

### 鉄道
- コザニ・アミンティオ線

## 州
現在では、以下の州の法的な地位は無い。
- コザニ州 （州都:コザニ）
- エオルデア州 （州都:プトレマイダ）
- ヴィオ州 （州都:シアティスタ）